# Abendlied (Rheinberger)
Abendlied ist eine Komposition für gemischten Chor zu 6 Stimmen von Josef Gabriel Rheinberger. Es entstammt den „Drei geistlichen Gesängen“ (op. 69, Nr. 3). Josef Rheinberger schrieb die erste Fassung seines kurzen Chorwerkes, das als sein populärstes Werk überhaupt gilt, als knapp 16-Jähriger am 9. März 1855.

## Text
Bleib bei uns,

denn es will Abend werden,

und der Tag hat sich geneiget. (Lk 24,29 )

## Entstehungsgeschichte / Überarbeitungen
Rheinberger schuf eine erste Niederschrift des Abendliedes am 9. März 1855, einen Monat vor dem Osterfest und zwei Wochen vor seinem 16. Geburtstag. Als Vierundzwanzigjähriger überarbeitete er seine Motette (u. a. eliminierte er einige Tonrepetitionen und modifizierte das Tempo) und brachte sie als op. 69 Nr. 3 bei Simrock in Berlin heraus.

## Werkausgaben
Als Standardausgabe gilt die Simrock-Ausgabe von 1873.
Daneben hat der Carus-Verlag eine von Josef Rheinberger im Jahr 1878 geschaffene lateinische Version („Mane nobiscum quoniam advesperascit, inclinata est iam dies“) herausgebracht. Diese entstand für eine Aufführung am Ostermontag des Jahres 1878 in der Münchener Allerheiligen-Hofkirche; dort durfte zu dieser Zeit nicht auf Deutsch gesungen werden.

## Musik
Die Motettenkomposition für einen 6-stimmig gemischten Chor (Sopran I + II, Alt, Tenor I + II, Bass) steht in F-Dur; als Tempobezeichnung steht über den Noten Andante molto. Fast ausnahmslos wird der Bibeltext syllabisch (eine Silbe pro Ton) gesungen.
Die Frauenstimmen beginnen homophon mit einer prolongierten ersten Silbe (drei Viertel „Bleib“) auf der Tonika, einen Takt später antworten die Männerstimmen in a-Moll (mit gleichem Rhythmus); dieses Ausweichen in die Mollparallele der Dominante prägt entscheidend die klangliche Wirkung der Anfangstakte und setzt die harmonische Entwicklung in Gang. Diese mündet in einem ersten melodiösen Höhepunkt (Vorhaltsnote f″) mit einer Vorhalts-Wendung zur Dominante C-Dur („denn es wird Abend werden“), dem eine absteigende Sequenz folgt, die sich anschließend zur Spitzennote g″ im Sopran emporschwingt. Gleichzeitig weicht die Harmonie zur doppelten Subdominante Es-Dur aus und moduliert in wenigen Schritten zu einem Halbschluss in G-Dur. Nach dieser Ruhepause in D-Dur setzt der Sopran zu einem kleinen Fugato mit der Textstelle „und der Tag hat sich geneiget“ an, welche von allen Stimmen imitiert wird. Nach der Durchführung aller Stimmen führt ein antizipiertes und absteigendes „o bleib bei uns“ des Alt zu einer Art Reprise, die jedoch stark verkürzt ist und um das Alt-Motiv ergänzt. Die Sequenzierung entfällt und bereits nach zwei Takten wiederholt sich – diesmal vom Bass ausgehend – das ebenfalls verkürzte Fugato („und der Tag hat sich geneiget“). Nach einem Trugschluss in die Tonika-Parallele setzt eine viermalige Sequenz über das absteigende Motiv „o bleib bei uns“ an, ehe der Sopran in hoher Lage die Sequenz beantwortet und abermals in einen Trugschluss führt. Dieser endet sehr wirkungsvoll im Forte. In langsamerer Bewegung (es herrschen halbe Noten vor) schreitet nun die Sopran-Melodie Ton für Ton den Raum einer Oktave (von f″ bis f′) nach unten ab und führt in das abschließende F-Dur. Der fast homophone Satz der Schlusstakte sowie das Decrescendo unterstreichen die Wirkung als beschließende Conclusio.
Das Stück dauert ungefähr drei bis vier Minuten.

## Bearbeitungen
Der Münchner Komponist Johannes X. Schachtner schuf 2005 eine obligate Begleitung mit kontrapunktisch eigenstimmig geführten Stimmen. Diese existiert für Orgel (in der kirchenmusikalischen Praxis als Stütze für den Chor), als auch als Konzertfassung mit kleinem Orchester (Flöte, Klarinetten, Hörner und Streicher).